# Tithaeus rudispina
Tithaeus rudispina is een hooiwagen uit de familie Epedanidae. De originele naamcombinatie (protoniem) is Tithaeus rudispina Roewer, 1936. De huidige (vanaf 2023) geldig wetenschappelijke naam van Tithaeus rudispina Gaat terug op Carl Frederick Roewer.